# زندگی دیگران
زندگیِ دیگران (به آلمانی: Das Leben der Anderen) یک فیلم دلهره‌آور سیاسی آلمانی محصول سال ۲۰۰۶ است. این فیلم نخستین اثر بلند داستانی فلوریان هنکل فون دونرسمارک است که خود نیز فیلم‌نامه را نوشته است. فیلم با موفقیت جهانی در جذب تماشاگران روبه‌رو شد. این درام به دستگاه امنیت دولتی و صحنهٔ فرهنگی برلین شرقی می‌پردازد و نگاهی جدی و انتقادی به تاریخ آلمان شرقی دارد. فیلم بر این مضمون تأکید دارد که هنر واقعی می‌تواند خوبی را در انسان برانگیزد و امکان آشتی میان قربانیان و عاملان را ترسیم می‌کند. از جملهٔ بازیگران اصلی می‌توان به اولریش موهه، سباستیان کخ، مارتینا گدک و اولریش توکور اشاره کرد. این اثر با بودجه‌ای نسبتاً اندک و دستمزدهایی غیرمعمول برای بازیگران ساخته شد.
منتقدان بازی‌های بازیگران را بسیار ستودند. بسیاری از منتقدان ابراز خرسندی کردند که پس از مجموعه‌ای از کمدی‌های مربوط به آلمان شرقی، سرانجام یک فیلم بلند با نگاهی جدی به این موضوع پرداخته است. با این حال، دربارهٔ بازنمایی جنبه‌های تاریخی فیلم، دیدگاه‌ها متفاوت بود. این فیلم جوایز بسیاری دریافت کرد؛ از جمله جایزهٔ فیلم آلمان در سال ۲۰۰۶ (هفت جایزه از میان یازده نامزدی)، جایزهٔ فیلم بایرن (در چهار بخش)، جایزهٔ فیلم اروپا (در سه بخش) و جایزهٔ اسکار بهترین فیلم خارجی‌زبان.
در کتاب همراه فیلم و در تفسیر صوتی دی‌وی‌دی، اظهاراتی از موهه و دونرسمارک منتشر شد که به فعالیت‌های احتمالی اشتازی توسط ینی گرولمان و گرگور گیزی اشاره داشت. این موضوع به دعاوی قضایی انجامید و در نتیجه، انتشار رسانه‌های اصلی حاوی این اظهارات ممنوع شد.

## داستان

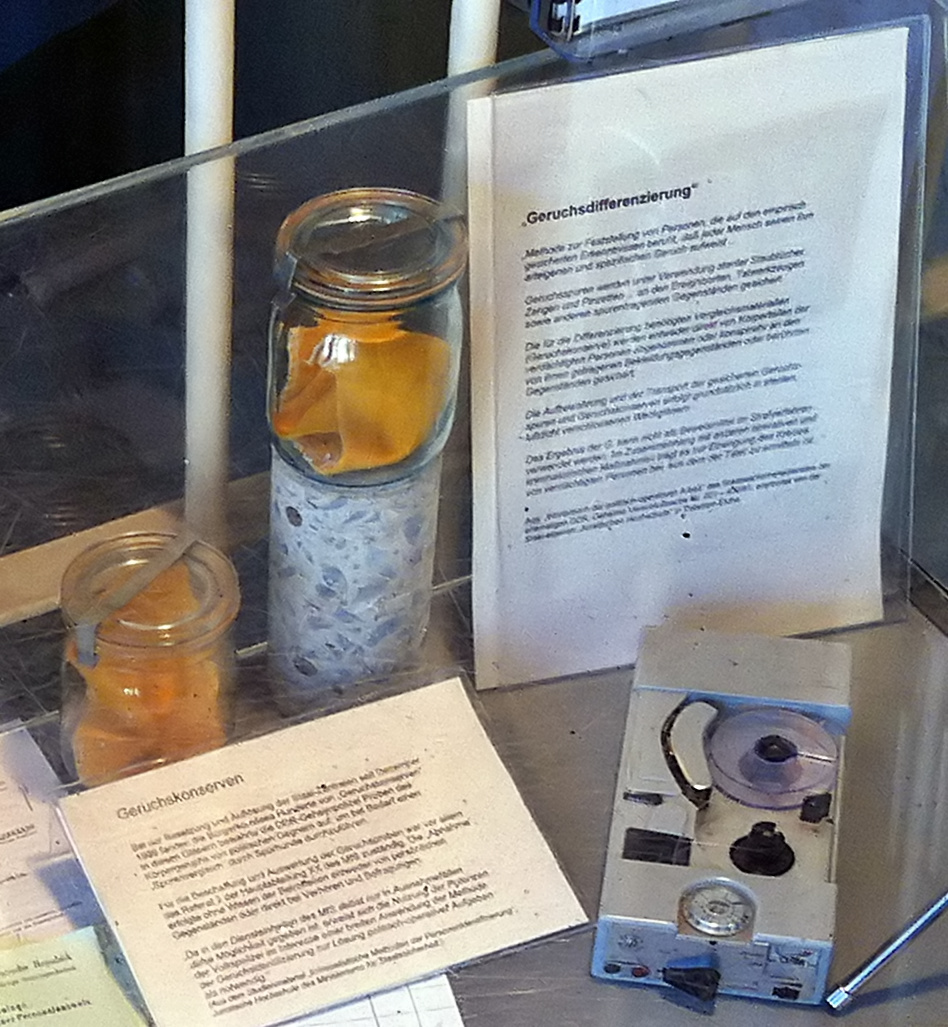
نمونه‌های بوی بدن از بایگانی اشتازی

در برلین شرقی سال ۱۹۸۴، اشتازی-هاوپتمان گرد ویسلر (با کد HGW XX/7) به پیشنهاد خودش مأمور می‌شود تا در قالب یک «عملیات اجرایی» مدارکی علیه نمایشنامه‌نویس تئاتر، گئورگ درایمان، گردآوری کند. وزیر فرهنگ برونو همف، که درایمان را نمایشنامه‌نویسی مشهور و «نویسندهٔ رسمی حکومت» می‌داند، او را شایستهٔ نظارت می‌داند. ویسلر نیز با نظر همف موافق است که شاید درایمان آن‌گونه که نشان می‌دهد، وفادار به خط حزب نباشد. ویسلر با کمک گروهی از مأموران اشتازی خانه‌ای را که درایمان به‌همراه معشوقه‌اش، بازیگر بی‌تفاوت به سیاست، کریستا-ماریا زیلاند در آن زندگی می‌کند، مجهز به دستگاه شنود می‌کند. او ایستگاه شنود را در اتاقک زیر شیروانی همان ساختمان برپا می‌کند و از آنجا مشاهده می‌کند که زیلاند شب‌هنگام از یک لیموزین ولوو پیاده می‌شود. بررسی پلاک خودرو مشخص می‌کند که این اتومبیل، ماشین دولتی متعلق به همف است. از آنجا که اشتازی اجازهٔ جمع‌آوری اطلاعات دربارهٔ مقامات بلندپایه را ندارد، رئیس ویسلر، گروبیتس، به او دستور می‌دهد که دربارهٔ وزیر اطلاعاتی جمع‌آوری نکند و در عوض، در صورت موفقیت در عملیات، به او وعدهٔ پیشرفت شغلی می‌دهد. ویسلر ناامید می‌شود، زیرا درمی‌یابد که این عملیات اجرایی در واقع نه برای مقابله با «دشمنان سوسیالیسم»، بلکه صرفاً برای اهداف شخصی طراحی شده ‌است: همف قصد دارد درایمان را کنار بزند تا زیلاند را برای خود داشته باشد.
هنگامی که زیلاند بار دیگر در دیرهنگام شب توسط همف تا جلوی خانه‌اش رسانده می‌شود، ویسلر با به صدا درآوردن زنگ خانهٔ درایمان و کشاندن او به درِ ورودی خانه، سعی می‌کند او را از این رابطه آگاه کند. ویسلر که مردی تنها و بدون زندگی شخصی است، از طریق شنود به دنیای هنر، اندیشهٔ آزاد و روابط انسانی‌ای راه می‌یابد که خود از آن‌ها بی‌بهره ‌است. تلاش درایمان برای وساطت نزد وزیر همف به‌نفع دوستش آلبرت یرسکا، کارگردانی که هفت سال است ممنوع‌الفعالیت شده، بی‌نتیجه می‌ماند. پس از خودکشی یرسکا، درایمان پشت پیانو می‌نشیند و قطعه‌ای به نام «سونات انسان خوب» را می‌نوازد؛ اتودی برای پیانو که نسخهٔ چاپی آن را یرسکا در روز تولد درایمان به او هدیه داده بود. ویسلر از شنیدن این موسیقی عمیقاً تحت تأثیر قرار می‌گیرد. او به‌زودی یکی از کتاب‌های برشت را از خانهٔ درایمان می‌دزدد و آن را در اوقات فراغت خود می‌خواند. انگیزهٔ آموخته‌شدهٔ او برای جاسوسی از همسایگانش، اکنون تحت تأثیر معیارهای اخلاقی قرار می‌گیرد و به‌چالش کشیده می‌شود. در نتیجهٔ این دگرگونی درونی، ویسلر در گزارش‌هایش فعالیت‌های اعتراضی در حال شکل‌گیری درایمان را پنهان می‌کند، در حالی‌که دیدگاه‌های درایمان نسبت به حاکمیت در حال تغییر است. ویسلر در گزارش‌ها مطالب بی‌اهمیت و ساختگی می‌نویسد. زیلاند که تحت فشار، با وزیر وارد رابطه شده، از دیدارهای مکرر با او رنج می‌برد و به قرص‌ها وابسته شده ‌است. ویسلر در میخانه‌ای خود را به‌عنوان تحسین‌گری ناشناس معرفی می‌کند و با او وارد گفتگو می‌شود؛ سپس زیلاند را به صداقت و بازگشت به درایمان تشویق می‌کند. زیلاند نیز تصمیم می‌گیرد به نزد درایمان بازگردد و شب را با وزیر همف نگذرانَد.
از آنجا که همهٔ ماشین‌تحریرهای فروخته‌شده در آلمان شرقی ثبت شده بودند و متون نوشته‌شده را می‌شد از روی نوع حروف به صاحب دستگاه نسبت داد، یکی از سردبیران مجلهٔ آلمان غربی اشپیگل یک ماشین‌تحریر با نوار قرمز به‌صورت قاچاق وارد کشور می‌کند. این دستگاه، یک کولیبری ساخت آلمان شرقی بود که در آلمان غربی توسط نکِرمان با نام «بریلیانت جونیور» عرضه می‌شد. او این دستگاه را به درایمان می‌سپارد، اما تنها توانسته نوار قرمزی برای آن تهیه کند که باعث می‌شود انگشتان درایمان هنگام نوشتن کثیف شوند. نمایشنامه‌نویس، که از خودکشی دوستش یرسکا عمیقاً متأثر شده، با انگیزهٔ همین واقعه گزارشی دربارهٔ نرخ بسیار بالای خودکشی در آلمان شرقی، که از سال ۱۹۷۷ دیگر به‌صورت رسمی منتشر نمی‌شد، می‌نویسد. این گزارش به‌صورت ناشناس در مجلهٔ اشپیگل منتشر می‌شود. چاپ این گزارش در غرب، خشم مقامات اشتازی را برمی‌انگیزد. همف که از طرد شدن توسط زیلاند دل‌آزرده ‌است، گروبیتس را از دریافت غیرقانونی دارو توسط او باخبر می‌کند. زیلاند توسط اشتازی دستگیر و بازجویی می‌شود. او در بازجویی تحت فشار گروبیتس تاب نمی‌آورد، به‌عنوان همکار غیررسمی ثبت می‌شود و درایمان را به‌عنوان نویسندهٔ مقالهٔ اشپیگل لو می‌دهد. در جریان بازرسی بعدی خانهٔ درایمان، مأموران اشتازی موفق به یافتن ماشین‌تحریر نمی‌شوند؛ مدرکی که برای اثبات جرم ضروری بود. گروبیتس که اکنون به وفاداری ویسلر مشکوک شده، دستور بازجویی دوباره‌ای از زیلاند را صادر می‌کند. این بازجویی را ویسلر انجام می‌دهد و گروبیتس بر آن نظارت می‌کند. زیلاند در این بازجویی، ناچار محل اختفای ماشین‌تحریر را فاش می‌کند. آپارتمان درایمان بار دیگر، این بار توسط گروبیتس، بازرسی می‌شود. اما زیلاند، آکنده از احساس گناه و ترس از کشف ماشین، ناگهان به سوی یک کامیون در حال عبور می‌دود و به‌شدت زخمی می‌شود و جان می‌سپارد. گروبیتس که موفق به یافتن ماشین‌تحریر در محل ادعایی نمی‌شود، بابت عملیات از درایمان عذرخواهی می‌کند. اگرچه نمی‌تواند چیزی علیه ویسلر اثبات کند، او را به‌عنوان مجازات به پست یکنواخت و خسته‌کنندهٔ نظارت بر نامه‌ها منتقل می‌کند.

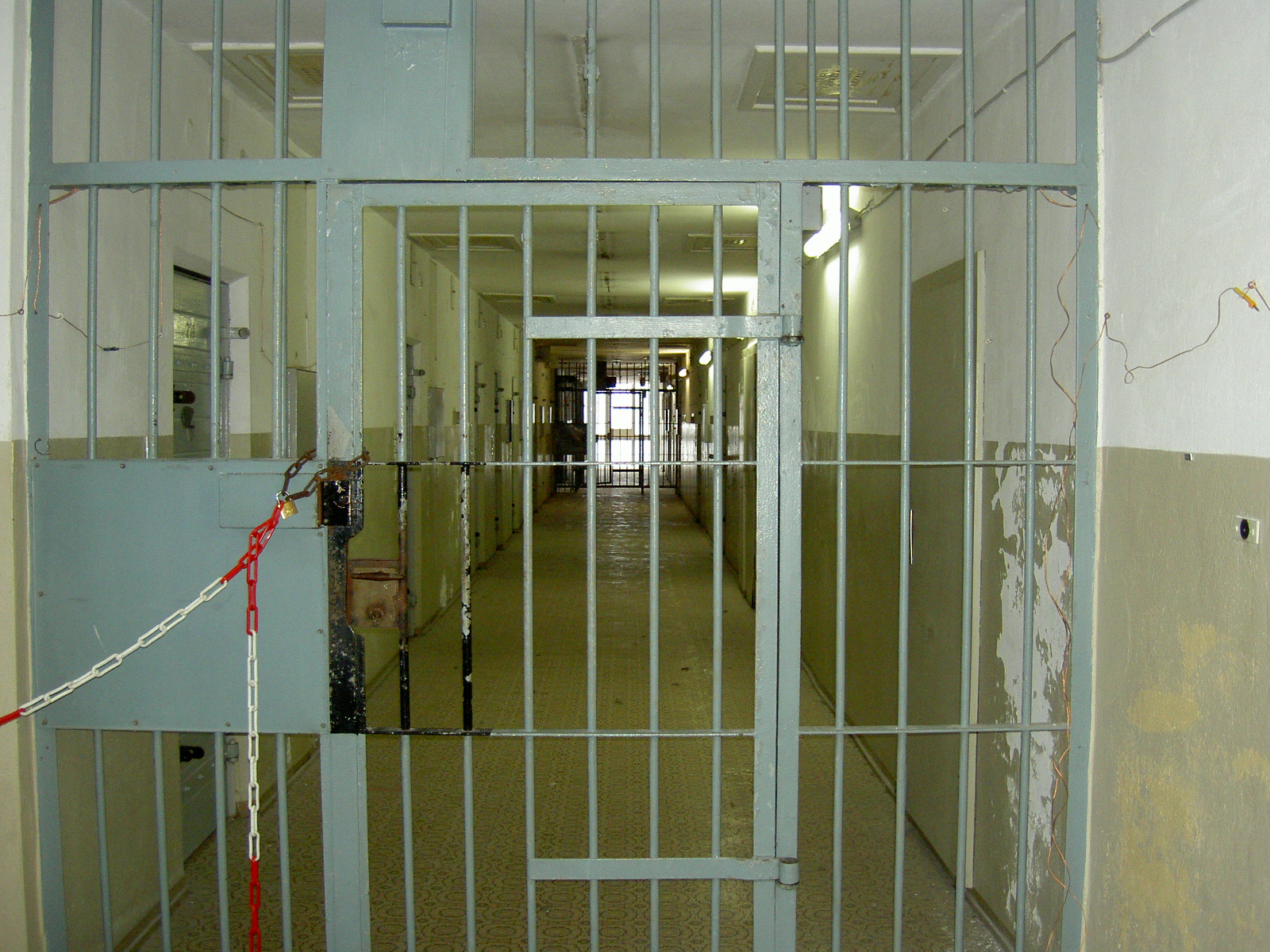
بازداشتگاه پیشین اشتازی در برلین-هوهن‌شونهاوزن

پس از اتحاد دوبارهٔ آلمان، همان نمایشنامه‌ای از درایمان که در آغاز فیلم دیده می‌شود، این‌بار با کارگردانی متفاوت روی صحنه می‌رود. در فویۀ تئاتر، نویسنده با همف روبه‌رو می‌شود. درایمان از وزیر سابق می‌پرسد چرا هیچ‌گاه او را تحت نظر نگرفته‌اند. همف با لحن تحقیرآمیزی پاسخ می‌دهد که بهتر است نگاهی پشت کلید برق خانه‌اش بیندازد. کشف دستگاه‌های شنود در خانه، درایمان را برمی‌انگیزد تا از ادارهٔ فدرال اسناد اشتازی درخواست کند تا پروندهٔ بایگانی‌شده‌اش را به رویت او برسانند. او درمی‌یابد که مأمور اشتازی «HGW XX/7» که مأموریت نظارت بر او را داشته، اطلاعات اتهام‌آمیز علیه او را عمداً در گزارش‌ها ثبت نکرده ‌است. همچنین درمی‌یابد که زیلاند پس از بازداشت دیگر فرصتی برای پنهان‌کردن ماشین‌تحریر نداشته ‌است؛ اثر انگشت قرمز رنگی روی آخرین گزارش نشان می‌دهد که «HGW XX/7» در لحظات پایانی، دستگاه را برداشته ‌است. درایمان متوجه می‌شود که «HGW XX/7» همان ویسلر است و او را می‌یابد. ویسلر اکنون با توزیع تبلیغات پستی روزگار می‌گذراند. درایمان در آخرین لحظه از تماس با او صرف‌نظر می‌کند، اما درمی‌یابد که ویسلر بهای سنگینی برای انسان‌دوستی‌اش پرداخته ‌است.
دو سال بعد، درایمان رمانی با عنوان سونات انسان خوب منتشر می‌کند. ویسلر که هنگام عبور، ویترین کتاب‌فروشی را می‌بیند، متوجه کتاب می‌شود و در صفحهٔ تقدیم‌نامه می‌خواند: «تقدیم به HGW XX/7، با قدردانی». او کتاب را می‌خرد. هنگامی که فروشنده از او می‌پرسد آیا مایل است کتاب را کادو کند، ویسلر با لحنی دوپهلو پاسخ می‌دهد: «نه. برای خودم است».

## بازیگران
| - اولریش موهه در نقش سروان گرد ویسلر - سباستیان کخ در نقش گئورگ درایمان - مارتینا گدک در نقش کریستا-ماریا زیلاند - اولریش توکور در نقش سرهنگ دوم آنتون گروبیتس - توماس تیمه در نقش وزیر، برونو همپف - هانس-اووه باوئر در نقش پاول هاوزر - فولکمار کلاینرت در نقش آلبِرت یرسکا - ماتیاس برنر در نقش کارل والنر - هربرت کنوپ در نقش گرگور هسن‌اشتاین، خبرنگار اشپیگل | - چارلی هوبنر در نقش اودو لِوِه، همکار شیفت شب ویسلر - بستیان تراست در نقش زندانی شمارهٔ ۲۲۷ - ماری گروبر در نقش خانم ماینکه، همسایه - فولکر میکالووسکی در نقش کارشناس ماشین‌تحریر - ورنر دائن در نقش مأمور ارشد اشتازی در تفتیش خانه - هنریک شونمان در نقش آکسل اشتیکلر، لطیفه‌گو در اشتازی - گابی فلمینگ در نقش روسپی به نام «اوته» - لودویگ بلوخبرگر در نقش بندیکت لِهمان، دانشجوی ویسلر |

## تولید

### توسعهٔ ایده و پیش‌تولید
از سال ۱۹۹۷، دونرسمارک در دانشکدهٔ فیلم و تلویزیون مونیخ به تحصیل در رشتهٔ کارگردانی فیلم داستانی پرداخت؛ جایی که نخستین ایدهٔ ساخت زندگی دیگران شکل گرفت. برخلاف بسیاری از فارغ‌التحصیلان، او پس از پایان تحصیل وارد دوره‌های تمرینی در تلویزیون نشد، بلکه مستقیماً قصد ساخت فیلم سینمایی را کرد. او از سال ۲۰۰۱ پژوهشی تقریباً چهارساله را آغاز کرد. وی با قربانیان و مأموران پیشین اشتازی گفت‌وگو کرد و از مکان‌های تاریخی بازدید به‌عمل آورد. به‌گفتهٔ خودش، برای نگارش نخستین پیش‌نویس، به‌مدت یک ماه در سلولی از دیر هایلیگنکروز در جنگل وین اقامت کرد؛ دیر مذکور تحت سرپرستی دایی‌اش گرگور هنکل-دونرسمارک بود. در نهایت، او از مونیخ به برلین نقل مکان کرد تا نگارش فیلمنامه را همان‌جا به پایان برساند. مانفرد ویلکه، مدیر مرکز پژوهشی دولت آلمان دموکراتیک (SED), به‌عنوان مشاور علمی در کنار او بود.دو تهیه‌کنندهٔ جوان، مکس ویدمان و کویرین برگ، پیش‌تر در زمان تحصیل در دانشکدهٔ فیلم، یک فیلم کوتاه از دونرسمارک را تهیه کرده بودند. تهیه‌کنندهٔ مشترک، دیرک هَم از شرکت فیلم‌سازی کرادو فیلم بود. برای توزیع، دونرسمارک موفق شد بونا ویستا اینترنشنال را جذب کند و در میان شبکه‌های تلویزیونی، رادیو بایرن و آرته را نیز با خود همراه سازد. کمک‌های مالی تکمیلی از سوی صندوق فیلم و تلویزیون بایرن، مدیِن‌بورد برلین-براندنبورگ و نهاد تأمین مالی فیلم آلمان به پروژه اختصاص یافت. بودجهٔ فیلم حدود ۱٫۸ میلیون یورو بود. این بودجه تنها به این شرط برای ساخت فیلم کافی بود که بازیگران و گروه تولید با کسری از دستمزدهای معمول خود همکاری کنند. بازیگر سباستیان کخ گفته بود: «همه با دستمزدی کمتر از نصف مبلغ رایج کار می‌کنند، چون باور دارند که در حال ساخت فیلمی مهم هستند.» اولریش موهه پیش‌تر فیلمنامه‌های بسیاری دربارهٔ آلمان شرقی دریافت کرده بود، اما به هیچ‌یک علاقه نداشت، زیرا به‌زعم او «همیشه سطحی و ناکامل» بودند. اما فیلمنامهٔ دونرسمارک با انسجام و درک عمیقی که از فضای آن دوران داشت، او را شگفت‌زده کرد. برای موسیقی فیلم، دونرسمارک آرزو داشت گابریل یارد، آهنگساز لبنانی را دعوت کند؛ آهنگسازی که آثار پیشین‌اش برای کارگردان بسیار الهام‌بخش بودند و معمولاً در پروژه‌هایی با بودجه‌های بسیار بالاتر همکاری می‌کرد. دونرسمارک برای آن‌که یارد بتواند درک دقیقی از فیلم داشته باشد، تمام فیلمنامه را به فرانسوی ترجمه کرد. یارد با همکاری در پروژه موافقت کرد. او در این کار با استفان موشا همراه بود که آثار او را ارکسترآرایی می‌کرد و گهگاه در نقش هم‌آهنگساز نیز ظاهر می‌شد.

### فیلم‌برداری و پس‌تولید
برای فیلم‌برداری که از ۲۶ اکتبر تا ۱۷ دسامبر ۲۰۰۴ انجام شد، تنها ۳۷ روز در نظر گرفته شده بود. این زمان محدود اجازهٔ هیچ‌گونه بداهه‌پردازی را نمی‌داد. کارگردان با برخوردی مؤدبانه اما سرسختانه، گروه را هدایت می‌کرد؛ روزهای کاری طولانی و استراحت‌های کوتاه بخشی از روند تولید بودند.
تیم تولید بر تلاش فراوان خود برای اصالت تاریخی در طراحی صحنه تأکید داشتند: دستگاه‌های شنود نشان‌داده‌شده در فیلم، تجهیزات واقعی ضبط صدای اشتازی بودند، که خاطرهٔ رنج‌های بسیاری را در خود داشتند. برای ضبط صدا، دونرسمارک استفاده از یک دستگاه آنالوگ ناگرای قدیمی را الزامی کرد؛ صدابردار هر شب صداهای ضبط‌شده را به فرمت دیجیتال منتقل می‌کرد.
فیلم‌برداری با نگاتیو ۳۵ میلی‌متری انجام شد تا زیبایی‌شناسی سینمایی حاصل شود؛ گزینه‌های ارزان‌تر مانند دوربین دیجیتال سینمایی از نظر تیم سازنده قابل‌قبول نبودند. پس از فیلم‌برداری، کارگردان به‌مدت هفت ماه مشغول تدوین بود، کاری که با همکاری تدوین‌گر فیلم، پاتریشیا رومل، در دفترش در برلین و با استفاده از سیستم تدوین اَوید انجام گرفت.

### مکان‌های فیلم‌برداری

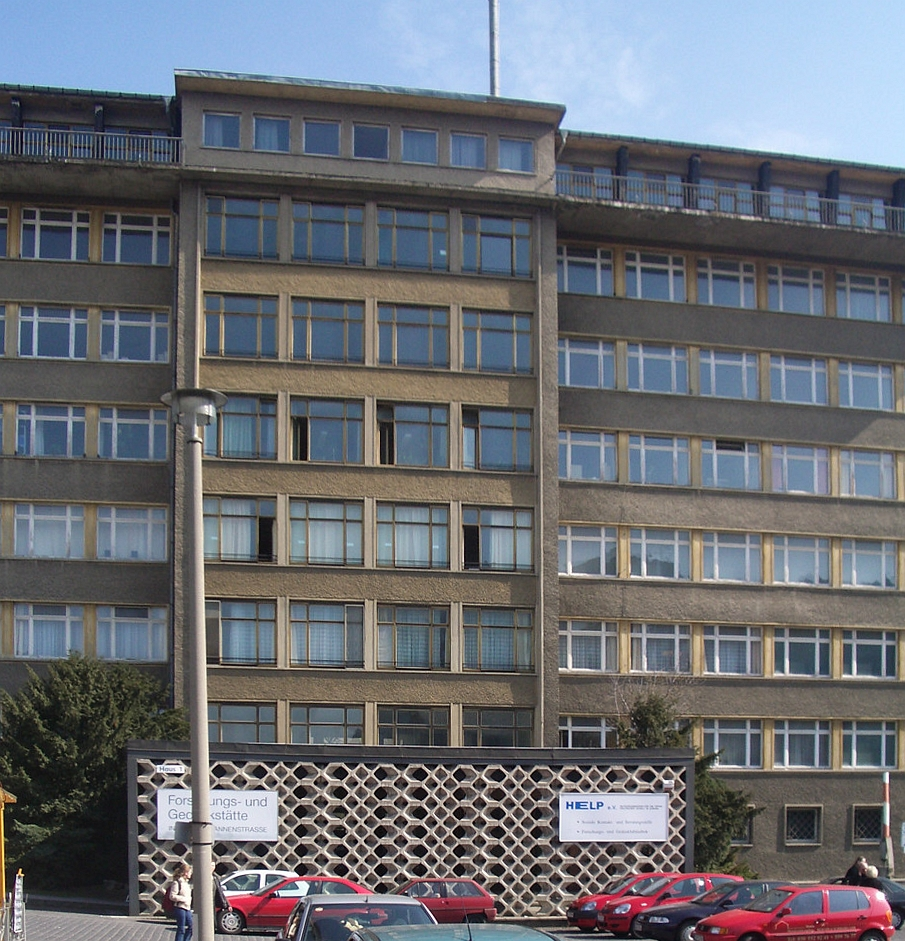
ساختمان شمارهٔ ۱ وزارت امنیت دولتی اشتازی، امروزه یادمان نورمانن‌اشتراسه

تقریباً تمام فیلم‌برداری در شهر برلین انجام شد. ادارهٔ فدرال اسناد اشتازی با اشتیاق مجوز فیلم‌برداری در ساختمان پیشین وزارت امنیت دولتی در یادمان نورمانن‌اشتراسه واقع در محلهٔ لایشتنبرگ را صادر کرد. در آن‌جا، یکی از اتاق‌های مجاور دفتر سابق اریش میلکه در فیلم به‌عنوان دفتر گروبیتس استفاده شد و نیز یک سالن سخنرانی و سالن غذاخوری قدیمی از دیگر مکان‌های مورد استفاده بودند. تصاویر بیرونی ساختمان محل زندگی درایمان در خیابان وده‌کیند (مقابل شمارهٔ ۲۱) در منطقهٔ فریدریشزهاین گرفته شد، که برای آن یک ممنوعیت پارک ۷۲ ساعته در مسیر ۲۰۰ متری اجرا شد. تصاویر داخلی آپارتمان، که هنگام فیلم‌برداری خالی از سکنه بود، به‌همراه تصاویر مربوط به اتاقک زیر شیروانی و راه‌پله در خیابان هوفلند شمارهٔ ۲۲ در پرنتسلاور برگ ضبط شدند.
سایر صحنه‌ها در بیرون و داخل فولکس‌بونه در میدان رزا لوکزامبورگ (سالن سبز، صحنهٔ رقص)، تئاتر هبل (در بخش غربی پیشین برلین)، خیابان پاروخیا با چشم‌انداز به ساختمان جدید شهرداری و ساختمان قدیم شهرداری، در پارک فولکس‌پارک شون‌هولتسر هایده (قدم‌زدن درایمان، والنر و هاوسنر)، در گورستان اول جماعت پاروخیای گئورگ (تشییع جنازهٔ یرسکا)، در میدان اشتراوسبرگر، دروازهٔ فرانکفورت، خیابان فرانکفورتر آله و همچنین در کنار کتاب‌فروشی کارل مارکس در خیابان کارل مارکس شمارهٔ ۷۸ فیلم‌برداری شدند. درخواست مجوز فیلم‌برداری در یادمان برلین-هوهن‌شونهاوزن، محل بازداشتگاه مرکزی دوران آلمان شرقی، توسط مدیر وقت آن، هوبرتوس کنابه رد شد. به گفتهٔ دونرسمارک، کنابه این پروژه را تأیید نکرد، چون معتقد بود که فیلمنامه تصویر مثبتی از اشتازی ارائه می‌دهد. مقررات یادمان تنها به مستندها اجازهٔ فیلم‌برداری در محوطه را می‌دهد و فیلم‌های داستانی از این قاعده مستثنا هستند.

## فرم و سبک
زندگی دیگران در ژانرهای گوناگونی دسته‌بندی شده ‌است؛ به‌ویژه درام، دلهره‌آور، عاشقانه و ملودرام. این اثر همچنین به‌عنوان فیلمی سیاسی در ژانر جاسوسی، مطالعه‌ای روان‌شناختی، درامی وجدانی و پرتره‌ای از جامعه نیز توصیف شده ‌است، همچنین به‌عنوان «درامی اجتماعی-تاریخی که به‌لحاظ محتوایی و ساختار روایی با عناصر درام سیاسی و داستان عاشقانه گسترش یافته»، و به‌عنوان «ترکیب پسامدرن ژانری از دلهره‌آور سیاسی و ملودرام عاشقانه، با درامی وجدانی دقیق و پرتره‌ای اجتماعی» توصیف شده ‌است. برخی نیز آن را اثری اخلاقی دانسته‌اند.

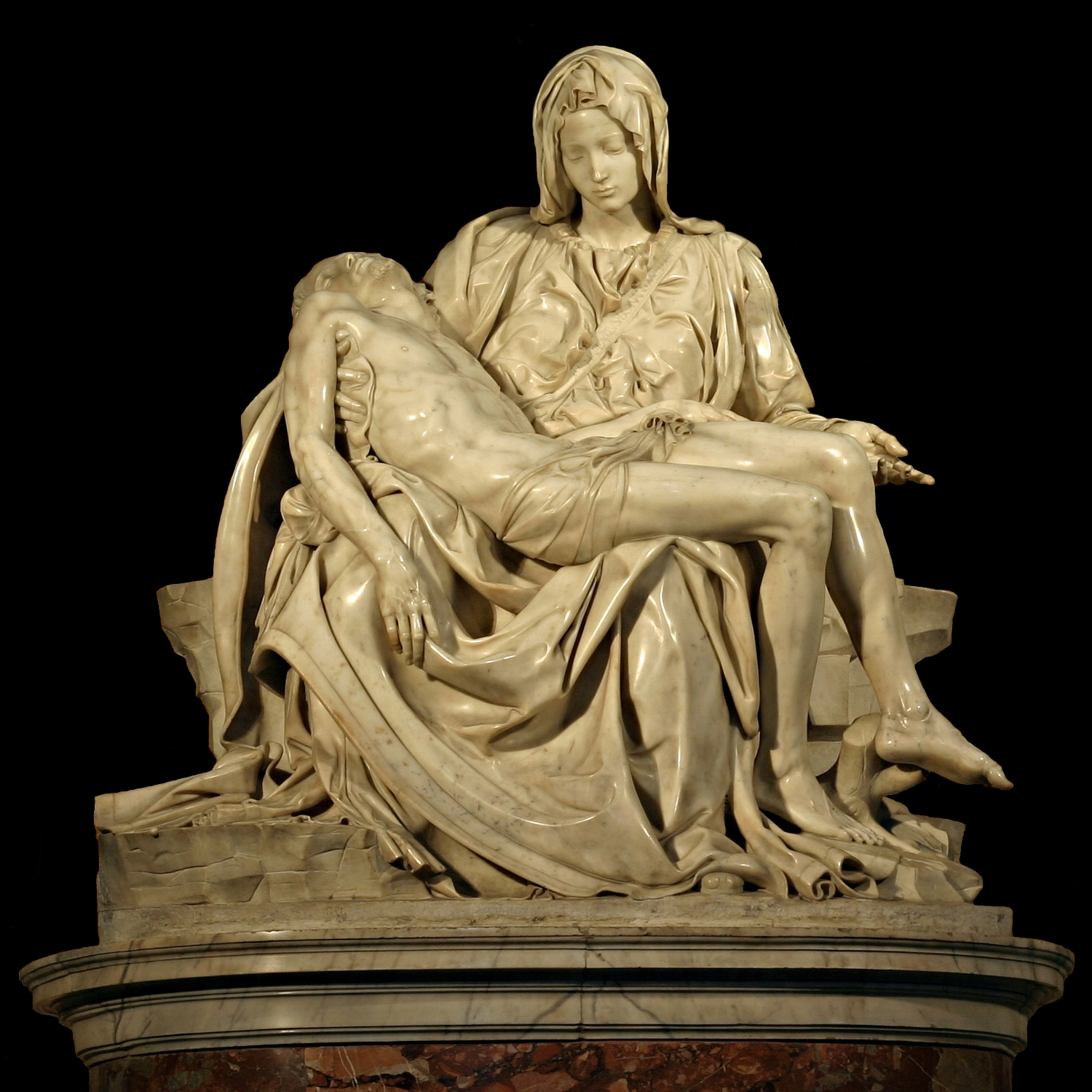
پیتا اثر میکل‌آنژ

دونرسمارک روایت را به‌صورت خطی و به‌ترتیب زمانی پیش می‌برد و به ساختار سه‌پرده‌ای متعارف درام پایبند است: معرفی، رویارویی، و گره‌گشایی. فولکر وده‌کینگ (۲۰۰۷) اظهار کرده‌ است که فیلمنامه «ویژگی‌های یک درام با ساختار استوار» را دارد و وحدت‌های ارسطویی کنش، زمان و مکان در آن قابل مشاهده‌ است. به‌گفتهٔ فالک (۲۰۰۶)، فیلم «با زبان تصویری خیره‌کننده، آرام و شفافش» مشخص می‌شود، زبانی که در تضادی پرتنش با درام درونی، پاتوس و احساسات عظیم داستان قرار دارد. از جمله تمهیدات سبکی چشمگیر فیلم، مونتاژ موازی است که بین صحنه‌های ویسلر در اتاقک زیر شیروانی و رویدادهای داخل خانهٔ درایمان اجرا می‌شود. کارگردان از نمادهایی چون رنگ قرمز ماشین‌تحریر استفاده می‌کند؛ دستگاهی که درایمان با تمام وجود روی آن می‌نویسد. در صحنهٔ مرگ، جایی که نویسنده معشوقه‌اش را در آغوش می‌گیرد، ژستی برگرفته از تندیس باکره سوگوار میکل‌آنژ دیده می‌شود.
دونرسمارک گفته ‌است که آهنگسازش، گابریل یارد، او را متقاعد کرده که «بیش از آن‌که فیلم‌سازی آمریکایی‌مسلک باشد، باید فیلم‌سازی اروپایی‌نگر باشد». فولکر وده‌کینگ (۲۰۰۷) «سونات» را ترکیبی درخشان با سه‌تایی‌های سنگین و موتیفی نزولی و مالیخولیایی توصیف کرده ‌است. این قطعه به‌طور شنیداری پیش‌درآمدی ‌است بر این‌که درایمان قرار است دیدگاهی دگراندیش اتخاذ کند. هگن بوگدانسکی، فیلم‌بردار اثر، گفته ‌است که خود را در پس‌زمینه نگه داشته و تلاش کرده تا بدون هیچ‌گونه جلوه یا حرکت نمایشی دوربین، کار کند. به‌ویژه به‌دلیل بودجهٔ محدود، از استفاده از کرین دوربین یا استدی‌کم پرهیز شد و تنها چند حرکت دوربین اندک و محتوایی به‌کار گرفته شد. اندازهٔ غالب نماها، نمای نزدیک است. از نمای باز تقریباً به‌طور کامل پرهیز شده، هم برای جلوگیری از ظاهر شدن عناصر تاریخی نادرست، و هم برای تمرکز روایت بر شخصیت‌ها. وسایل صحنه بسیار مختصر طراحی شده‌اند و بیشتر فضاها نسبتاً خالی هستند. در حالی‌که در آپارتمان ساده و کاربردی ویسلر کتابی دیده نمی‌شود، خانهٔ قدیمی درایمان پر از کتاب است. در اتاقک زیر شیروانی نور سرد حاکم است و در آپارتمان پایین، نور گرم. کارگردان پالت رنگی فیلم را هنگام تورق کتاب‌های عکس آلمان شرقی یافت، جایی که رنگ‌های قرمز و آبی پررنگ کمتر به‌چشم می‌خوردند. او در طراحی رنگ سخت‌گیرانه‌اش، قرمز را با نارنجی و آبی را با سبز جایگزین کرد. تصاویر یا در تُن‌های قهوه‌ای، بژ و نارنجی هستند یا در تُن‌های سبز و خاکستری. تنظیم رنگ‌ها تنها از طریق طراحی صحنه و لباس‌های انتخابی گابریله بیندر حاصل شد؛ بوگدانسکی از هیچ فیلتری استفاده نکرد.

## واکنش منتقدان و افکار عمومی

### نخستین نمایش‌ها
تهیه‌کنندگان فیلم زندگی دیگران آن را برای رقابت در برلینالهٔ ۲۰۰۶ ارائه کردند، اما برگزارکنندگان جشنواره با حضور آن در بخش رقابتی مخالفت کردند. به‌نظر روزنامهٔ ولت آم زونتاگ، این تصمیم «سندی بر فقر سینمایی خود جشنواره» بود. به عقیدهٔ این نشریه، حضور فیلم می‌توانست جایگاه برلیناله را ارتقا دهد و در ادامهٔ مسیر موفقیت جهانی فیلم خداحافظ لنین که از برلین در سال ۲۰۰۳ آغاز شده بود، قرار گیرد. در مطبوعات بین‌المللی نیز بعدها این تصمیم با عدم درک و انتقاد روبه‌رو شد. نخستین نمایش فیلم برای منتقدان در ژانویهٔ ۲۰۰۶ در برلین برگزار شد. در اواسط مارس، بیش از یک هفته پیش از اکران عمومی، برند نویمان، وزیر فرهنگ وقت دولت فدرال، اعضای بوندستاگ را به نمایش ویژه‌ای از فیلم دعوت کرد. فیلم از ۲۳ مارس ۲۰۰۶ در سینماهای آلمان به‌نمایش عمومی درآمد. در پخش رایگان، نخستین‌بار در تاریخ ۲۹ سپتامبر ۲۰۰۸ ساعت ۲۱:۰۰ از شبکهٔ آرته پخش شد.

### نقد آلمانی بر اجرای سینمایی
الکساندرا واخ از نشریهٔ فیلم‌دینست، اثر را «فشرده، گیرا و با درک بالای دراماتورژی تعلیق‌آمیز» توصیف کرد و بازی‌ها و فضاسازی‌ها را بسیار دقیق دانست. به‌گفتهٔ او، آلمان شرقی در فیلم به‌طرزی هولناک واقعی به‌نظر می‌رسد و طراحی بصری منسجم آن، سرکوب را به‌شکل فیزیکی قابل لمس می‌سازد. در این مطالعهٔ شخصیتی پرورده، اولریش موهه به‌شکلی «فوق‌العاده و در عین حال محو» بازی می‌کند. این اثر را او «دستاوردی بزرگ برای سینمای نوپای آلمان» خواند. در روزنامهٔ ولت آم زونتاگ، ماتیاس اهلرت فیلمنامه را به‌خاطر «کمال شگفت‌انگیزش» ستود. دونرسمارک لحن زندگی در آلمان شرقی را چنان دقیق بازتاب داده که انگار خودش آن را تجربه کرده ‌است. او به‌دنبال تحت‌تأثیر قراردادن مخاطب نیست، بلکه شهامت آن را دارد که او را تحت‌تأثیر قرار دهد. «زندگی دیگران سینمایی بزرگ است، از آن‌دست که در این کشور به‌ندرت دیده می‌شود. بیش از دو ساعت فیلم با فشردگی نفس‌گیر، گفت‌وگوهای صیقل‌خورده، جزئیات شگفت‌آور و فضایی هماهنگ پیش می‌رود. پیچیدگی درهم‌تنیدگی‌ها به‌طرزی استادانه ترسیم شده و حتی یک کلیشهٔ رایج هم در آن دیده نمی‌شود.» این فیلم، از سطح خوب معمول در میان فیلم‌سازان جوان آلمانی، «فرسنگ‌ها فراتر می‌رود». راینر گانزرا در زوددویچه تسایتونگ نوشت که گروه بازیگران، حتی در نقش‌های فرعی نیز بازی‌هایی پرقدرت ارائه داده‌اند و موهه، دگرگونی شخصیت ویسلر را به‌شکلی تحسین‌برانگیز نمایان ساخته ‌است. دونرسمارک صحنه‌هایی پرمایه ساخته و «با طنز و تعلیقی تکان‌دهنده روایت می‌کند، دقیق به ظرایف واژگان و حرکات توجه دارد» و فضای ارعاب را به‌خوبی منتقل می‌سازد. او در این میان، زیبایی تصاویر را همواره در خدمت کشف حقیقت قرار داده ‌است.
در کنار تحسین‌های گسترده، ارزیابی‌هایی ترکیبی از جنبه‌های هنری نیز ارائه شد. دانیل کوتن‌شولت از روزنامهٔ فرانکفورتر روندشاو نوشت که در سینمای معاصر آلمان، فیلمی سیاسی در قالب یک تریلر ژانری مهیج، پدیده‌ای نادر است. به‌زعم او، زندگی دیگران از لحاظ جذابیت بصری با تریلرهای آمریکایی یا فرانسوی برابری می‌کند و هگن بوگدانسکی، فیلم‌بردار اثر، حتی به صحنه‌های داخلی و صمیمی، حس وسعت و بزرگی ویژه‌ای بخشیده ‌است. بازیگران عالی‌رتبه نیز شخصیت‌هایی خوش‌پرداخت را در سه‌چهارم نخست فیلم به‌خوبی اجرا می‌کنند، درحالی‌که فیلمنامه با مهارتی چشمگیر، کشاکش درونی آن‌ها میان باور و فرصت‌طلبی را ترسیم می‌کند. بااین‌حال، در مورد شخصیت زیلاند، دونرسمارک به بن‌بست نمایشی رسیده و او را به‌شیوه‌ای ملودراماتیک قربانی می‌کند. منتقد اپ‌دِ-فیلم، مارتینا کنوبن، هیجان، بازیگران تأثیرگذار و بازنمایی باورپذیر سازوکار نظارتی و تهدیدکننده را ستود. اما از نظر بصری، فیلم با سایه‌روشن‌های خاکستری‌اش «تا حدی بی‌روح و کم‌ابتکار» توصیف شد و شخصیت‌ها نیز از کلیشه‌پردازی مصون نمانده‌اند. به‌گفتهٔ او، کارگردان به‌مهارتی تمام با عناصر ملودراماتیک و حتی فیلم ترسناک بازی می‌کند، اما بدین‌وسیله بُعد سیاسی اثر را تضعیف می‌سازد، چرا که زیلاند بیش از آن‌که کنش‌گری آزاد باشد، اسیر دست سرنوشت جلوه می‌کند. دگرگونی شخصیت ویسلر نیز شبیه معجزه‌ای غیرقابل‌درک است. راینر موهر از اشپیگل آنلاین نیز دیدگاه مشابهی داشت و تحول شخصیت و دیدگاه سیاسی ویسلر را «در هر لحظه، کاملاً قابل‌باور و منسجم» ندانست. بااین‌حال، بازی موهه آن‌قدر درخشان بود که دیگر بازیگران ــ با وجود اجرای عالی ــ کمی در سایه قرار گرفتند. دونرسمارک «با نزدیکی و تأثیرگذاری زیاد» روایت می‌کند، اما در برخی بخش‌ها ریتم کند می‌شود و در پایان، فیلم دچار کش‌آمدگی می‌شود.

### نقد آلمانی بر بازنمایی آلمان شرقی و اشتازی
بسیاری از منتقدان تأکید کردند که با فیلم زندگی دیگران بالاخره اثری داستانی پدید آمده که با جدیت به بررسی موضوع آلمان شرقی می‌پردازد. آنان انتخاب فرم دراماتیک را به‌جای کمدی و طنز، ستودند؛ چرا که فیلم «نظام ظالمانهٔ آلمان شرقی را با ابزارهای گروتسک به ابتذال نمی‌کشاند» و اجازهٔ خنده‌ای رهایی‌بخش را نمی‌دهد. فیلم از نمایش اوستالگی، فولکلور آلمان شرقی، ترابانتها و خیارهای اشپرووالد، و همچنین کلیشه‌هایی مانند «پلیس‌های ساده‌دل، بوروکرات‌های ابله حزبی و زیردستان حیله‌گر» پرهیز می‌کند. این رویکرد، به‌ویژه در تقابل با فیلم‌هایی چون خداحافظ لنین (۲۰۰۳) و سونن‌آله (۱۹۹۹) بود که اغلب در نقدها به‌عنوان نقاط مقایسه یاد می‌شدند. در هر دوی آن‌ها، همکاران غیررسمی حضور دارند، «بی‌آن‌که خوش‌باشی فیلم لطمه ببیند». ماریام لائو در روزنامهٔ دی ولت این آثار پیشین را به برنامه‌هایی چون نمایش آلمان شرقی و برنامه‌های مشابه تلویزیونی پیوند داد. از نظر او، چنین فیلم‌هایی نیاز شهروندان سابقاً همسو با نظام آلمان شرقی به رفع شرم و انکار همدستی‌شان با رژیم را پاسخ می‌دادند. برخی آلمانی‌های غربی نیز از نابودی یک گزینهٔ جایگزین برای نظام جمهوری فدرال ناخشنود بودند. «در خداحافظ لنین!، غرب به‌صورت قلمرو تجارت بی‌فکر و نابودکنندهٔ خانواده و همبستگی ترسیم شده ‌است.» در پاسخ به این مقایسه‌ها، دونرسمارک تأکید کرد که از این «کمدی‌های آفتابی» ناراحت نیست: «واقعاً مفید بود که ابتدا پانزده سال دربارهٔ این موضوع حساس ـ آلمان شرقی ـ بخندیم».
آندریاس کیلپ در نقد خود در روزنامهٔ فرانکفورتر آلگماینه زایتونگ نوشت که زندگی دیگران نخستین فیلم داستانی ‌است که اشتازی را در مرکز توجه قرار می‌دهد. دونرسمارک، که از نخستین اثرش دقت سلیقه‌مندی دارد، آلمان شرقی را «کشوری تصویر می‌کند که در آن شنیدن و دیدن از بین می‌رود. جایی که هر واژه شنود می‌شود، هر گام تحت نظارت است و در نهایت دیگر چیزی به‌نام واقعیت باقی نمی‌ماند، تنها الگوها و صورت‌جلسه‌ها باقی می‌مانند.» از دید کیلپ، دونرسمارک که اهل آلمان غربی است، با صبر، آرامش و کنجکاوی به موضوع نزدیک شده ‌است، چیزی که احتمالاً برای یک کارگردان شرقی در آن زمان ممکن نبود. او نتیجه می‌گیرد: هر فیلمی که پس از این دربارهٔ اشتازی ساخته شود، اثری متأخر خواهد بود. اولین فینگر از هفته‌نامهٔ دی تسایت نیز از زندگی دیگران به‌عنوان بهترین فیلم ساخته‌شده دربارهٔ آلمان شرقی پس از ۱۹۸۹ یاد کرد. به‌زعم او، جذابیت فیلم‌نامه در جدی‌بودن آن نهفته ‌است؛ اثری با پژوهشی عمیق، سرشار از نکته‌های ظریف و تحلیلی بی‌رحم و خونسرد. کارگردان به‌جای بازنمایی واقع‌گرایانه، در پی رسیدن به «فراواقع‌گرایی استعاری» است، نوعی «تمثیل دربارهٔ ناممکنیِ پناه‌گرفتن در حاشیه‌ای اخلاقی از مناسبات سیاسی» در جامعه‌ای سرکوبگر.
هرچند پرداخت پایدار سینمایی به موضوع اشتازی بسیار مطلوب است، اما دانیل کوتن‌شولت ــ که پیش‌تر نیز ذکر شد ــ معتقد بود که فیلم دونرسمارک، آن اثر مورد انتظار نیست. به‌گفتهٔ او، زندگی دیگران یادآور فیلم‌های پس از جنگ جهانی دوم مانند قاتلان در میان ما هستند است؛ آثاری که می‌کوشیدند گذشتهٔ ناسیونال‌سوسیالیستی را از طریق تقابل چند شرور عالی‌رتبه با انسان‌هایی ساده‌دل و نیک‌سرشت، پردازش کنند. این فیلم به‌زعم او، در بازنمایی درگیرشدن جمعی با اشتازی سهمی ندارد و از این منظر، آشتی‌جویانه‌ای شتاب‌زده به‌شمار می‌رود. ویسلر، در پایان، از هرگونه گناه گذشته‌اش مبرا جلوه داده می‌شود.
کلاوس لوزر در روزنامهٔ تاتس نوشت که فیلم با دیدگاهی دقیق و چندوجهی می‌توانست به تحلیل دیکتاتوری آلمان شرقی کمک کند. در برخی صحنه‌ها، پلیدی نظام را به‌خوبی نمایان می‌سازد، اما در نهایت به کلیشه‌هایی ساده‌انگارانه می‌لغزد. از نظر او، داستانی‌سازی مشکل اصلی نیست، بلکه مسئله این است که فیلم ادعای صداقت تاریخی دارد اما دچار نادقتی‌های فاحش می‌شود. نمایی از استالینیسم افراطی که در فیلم نشان داده می‌شود، با وضعیت آلمان شرقی در حوالی سال ۱۹۸۵ هم‌خوانی ندارد. در آن زمان، انتشارات غربی نه‌تنها برای نویسندگان تهدیدی نبودند، بلکه امنیتی هم برای آن‌ها فراهم می‌کردند. او افزود: مضحک و غیراجرایی است که مأمور شنود، هم‌زمان گفت‌وگوها را شنیده و تایپ کند؛ افزون بر آن، تعویض شیفت‌ها و صدای ماشین تحریر نمی‌توانست از دید همسایگان پنهان بماند. لوزر همچنین نوشت که مسئولان آلمان شرقی به اندازهٔ وزیر به تصویر کشیده‌شده در فیلم، لذت‌طلب نبودند و این موضوع، فیلم را به «سطح یک دسیسهٔ زننده در راه‌پلهٔ پشتی» تنزل می‌دهد؛ و با حضور «فاحشهٔ ملی‌شده» همه‌چیز سرانجام به «لطیفه‌ای مردانه با پوشش سیاسی» تقلیل می‌یابد.

### دیگر دیدگاه‌ها در آلمان

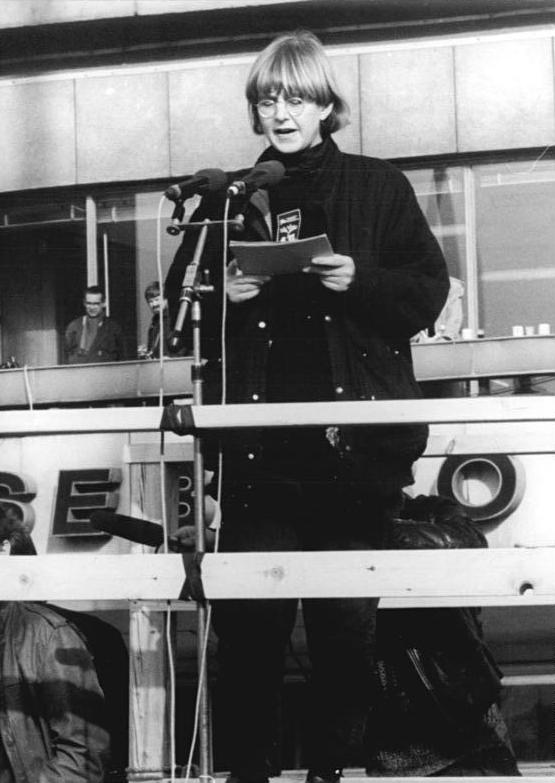
ماریانه بیرتلر در ۴ نوامبر ۱۹۸۹ در جریان تظاهرات در الکساندر پلاتس

یوآخیم گاوک، رئیس اداره فدرال برای پرونده‌های اشتازی در سال‌های ۱۹۹۰ تا ۲۰۰۰، اظهار داشت: «در فیلم چند نادقیقی هست، اما بسیاری چیزها بسیار خوب به تصویر درآمده‌اند.» او به‌ویژه این را پسندید که فیلم هیچ نوستالژی‌ای در قبال آلمان شرقی القا نمی‌کند، چرا که نوستالژی را «یادآوری‌ای بدون درد» می‌دانست. گاوک حدس زد که منتقدانی که فیلم را به دلیل خطاهای تاریخی‌اش نکوهش می‌کنند، آن را «تبلیغ ضدکمونیستی» می‌دانند، اما شهامت گفتن صریح آن را ندارند. جانشین او، ماریانه بیرتلر، فیلم را با دوستانش، از جمله مخالفان سابق حکومت آلمان شرقی، تماشا کرد و گفت: «ما همگی فیلم را خوش‌ساخت و تأثیرگذار یافتیم و بر این نظر هم‌داستان بودیم که روایتی که در آن به تصویر کشیده شده، هرگز اتفاق نیفتاده ــ و نمی‌توانست هم بیفتد. برخی گفتند در این صورت نباید این تصور را ایجاد کرد که چنین چیزی واقعاً روی داده ‌است، اما برخی دیگر گفتند این هم اشکالی ندارد. من جزو گروه دوم بودم. بالاخره که این یک فیلم مستند نیست.» در میان حاضران، وُلف بیرمان، ترانه‌سرایی که در ۱۹۷۶ از سوی آلمان شرقی سلب تابعیت شد، نیز حضور داشت. او از «آلمانی‌های غربی» که به بهانهٔ پرهیز از داوری اخلاقی، از گفت‌وگو دربارهٔ گذشتهٔ آلمان شرقی کناره می‌گیرند، انتقاد و تمسخر کرد و این کناره‌گیری را نوعی فرار بزدلانه به سوی ناپختگی دانست. بیرمان با شگفتی اذعان داشت که چگونه یک آلمانی غربی جوان، «چنین تصویری واقع‌گرایانه از خوی و خلق آلمان شرقی با داستانی احتمالاً ساختگی» پدید آورده ‌است، بی‌آنکه خود گرفتار تجربه‌ای دردناک در آن نظام بوده باشد، اما همچنان توان داوری و همدلی دارد. او نتیجه گرفت که شاید «پرداختن به گذشتهٔ آلمان شرقی را باید به کسانی سپرد که آن رنج را مستقیماً تجربه نکرده‌اند، چراکه همهٔ ما در ژرفای تاریک دل خود، معنای خیانت و بزدلی، صداقت و دلاوری را می‌دانیم.»
کریستوف هاین در مصاحبه‌ای در آوریل ۲۰۱۹ ــ یعنی ۱۳ سال پس از اکران فیلم ــ همچنان دیدگاهی منفی نسبت به آن داشت: «دونرسمارک برای فیلمش یک نمایشنامه‌نویس آلمان شرقی را از ذهنش ساخته و با او هر کاری خواسته کرده ــ این دیگر آزادی هنری اوست. چیزی که نمی‌توانم بپذیرم، درآمیختن ملودرام با واقعیت‌های تاریخی است. شاید عناصر جداگانه‌اش درست باشند، اما متعلق به دوره‌های مختلف‌اند و او آن‌ها را در قالبی درخشان در هم می‌آمیزد. او مثلاً کلاً تحول پراحساس آلمان شرقی از دههٔ ۱۹۵۰ تا ۱۹۸۰ را نادیده می‌گیرد؛ زمانی‌ که نظام پیشاپیش در حال فروپاشی بود. او تاریخ را از دیکتاتوری سلب می‌کند تا همه‌چیز بهتر جور دربیاید.» در پاسخ به اینکه چرا این انتقاد را تازه حالا مطرح کرده ‌است، گفت: «آن موقع هم عصبی شده بودم، اما کسی گوش نمی‌داد. حالا هم نمی‌دهد. زندگی دیگران الان محتوای کتاب‌های درسی است، و این فاجعه‌بار است: چون دانش‌آموزان امروزی تصویری تحریف‌شده می‌بینند و فکر می‌کنند: آهان، پس آلمان شرقی این‌طوری بوده.»
هاین پیش‌تر گفته بود که دونرسمارک در سال ۲۰۰۲ از او خواسته بود «زندگی معمولی یک نمایشنامه‌نویس معمولی آلمان شرقی» را برایش توصیف کند؛ و او نیز این کار را کرده ‌بود. در اکران اولیه، نام او در عنوان‌بندی آغازین آمده بود، اما او خود را در داستان بازنیافته و از دونرسمارک خواسته بود نامش را حذف کند. به گفتهٔ هاین، فیلم «دههٔ ۱۹۸۰ در آلمان شرقی را توصیف نمی‌کند»، بلکه «افسانه‌ای ترسناک است که در سرزمینی خیالی، شبیه به سرزمین میانهٔ تالکین می‌گذرد». او تأکید کرد که زندگی‌اش «کاملاً متفاوت بوده ‌است». در مقابل، منتقد فیلم آندریاس پلاتهاوس در روزنامهٔ فرانکفورتر آلگماینه زایتونگ یادآور شد که هاین نمی‌توانسته الگوی شخصیت اصلی فیلم باشد، زیرا فیلم‌نامهٔ دونرسمارک مدت‌ها پیش از آشنایی آن دو نوشته شده ‌بود. به‌علاوه، دونرسمارک هیچ‌گاه ادعا نکرده ‌است که زندگی هاین الهام‌بخش فیلم بوده، بلکه گفته ‌است تجربه‌های وُلف بیرمان او را برانگیخته ‌است. اما این ادعای دونرسمارک پیش‌تر در مقالهٔ خود هاین در زوددویچه تسایتونگ رد شده ‌بود، چرا که بیرمان از سال ۱۹۷۷ در آلمان غربی زندگی می‌کرد و در نتیجه «در سال‌های سرنوشت‌سازِ فروپاشی دولت آلمان شرقی و بازهٔ زمانی که فیلم در آن می‌گذرد، دیگر در آن کشور نبود.» هاین همچنین روایت کرد که چند سال پیش، یکی از استادان ادبیات آلمانی در یک سمینار، سخنرانی ضدسانسور او در سال ۱۹۸۷ را که فیلم به آن اشاره دارد، مطرح کرده بود. دانشجویان پرسیده بودند: «نویسندهٔ این متن چند سال به زندان افتاد؟» استاد پاسخ داده بود که نویسنده به زندان نیفتاد. اما دانشجویان باور نکرده بودند و گفته بودند: «ما بهتر می‌دانیم، چون فیلم زندگی دیگران را دیده‌ایم.»

### نقدهای بین‌المللی
نشریهٔ لهستانی وپروست ابراز تأسف کرد که فیلم‌سازان لهستانی از زمان فروپاشی کمونیسم، تمایل چندانی به مواجههٔ صادقانه با جمهوری خلق لهستان نداشته‌اند. این‌که چرا چنین اثر موفق اروپایی‌ای در آلمان و نه در لهستان ساخته شد، به‌خوبی در صحنه‌ای نمایان است که در آن درایمان بدون تشریفات اداری و به‌سادگی به پروندهٔ اشتازی خود و نام واقعی مأمور مراقبش دسترسی می‌یابد. در حالی‌که در لهستان، «مراجع اخلاقی» از «سیاست کشیدن خط قرمز قطور» دفاع می‌کردند. این اثر، که به‌شیوهٔ دقیق آلمانی ساخته شده، نخستین کالبدشکافی موفق سینمایی از یک دولت تمامیت‌خواه کمونیستی است. روزنامهٔ گازتا ویبورچا یادآور شد که فیلم چندان به مسئولیت ویسلر در قبال گذشته‌اش نمی‌پردازد و به‌سرعت او را می‌بخشد. این فیلم به‌گونه‌ای غیرمستقیم وارد بحث لهستان دربارهٔ پاکسازی آیینی می‌شود، یعنی بررسی پیشینهٔ نامزدهای مقام‌های دولتی دربارهٔ همکاری احتمالی با پلیس مخفی کمونیستی لهستان. با این حال، آلمانی‌ها تا حد زیادی مراحل پالایش، مجازات و کفاره را پشت سر گذاشته‌اند. دونرسمارک شجاعانه به پرسشی پاسخ می‌دهد که لهستانی‌ها هنوز با آن درگیرند: آیا حقیقت مهم‌تر است یا آشتی؟ با فیلم‌هایی چون خداحافظ لنین! و زندگی دیگران، آلمانی‌ها ــ با در نظر گرفتن دیدگاه‌های مخالفان و هواداران نظام سابق ــ در حال ساختن افسانه‌ای از گذشته‌اند که وارد حافظهٔ جمعی دولت دموکراتیک کنونی می‌شود. در حالی‌که لهستان هنوز درگیر لوس‌تراتسیون دیرهنگام و جست‌وجو برای گناهکاران است، آلمانی‌ها برای اسطوره‌های سینمایی وحدت‌بخشی که ساخته‌اند سزاوار غبطه‌اند.
در فرانسه، فیلم در پایان ژانویهٔ ۲۰۰۷ اکران شد. روزنامهٔ لو موند آن را اثری هیجان‌انگیز، سرگرم‌کننده و به‌خوبی کارگردانی‌شده توصیف کرد که بی‌پرده با گذشته مواجه می‌شود و نشان‌دهندهٔ بلوغ جامعهٔ آلمان است. روزنامهٔ فیگارو داستان فیلم را با پروندهٔ گرولمان مرتبط دانست. هرچند روایت فیلم احتمال‌پذیر نیست، اما واقعیت‌های آلمان شرقی را با وفاداری بازتاب می‌دهد و پادزهری برای اوستالگی است. لیبراسیون این اثر نخست را ساختهٔ کارگردانی پخته و تمام‌عیار دانست. روزنامهٔ لومانیته، که پیش‌تر ارگان حزب کمونیست فرانسه بود، این فیلم را نقطهٔ مقابل ژانر اوستالگی دانست. در نگاه نخست، روایت فیلم گویی راه را برای نوعی ضدکمونیسم غریزی باز می‌کند، اما مطالعهٔ روان‌شناختیِ عمیقْ پیچیدگی خاصی به آن می‌بخشد. بازی‌ها عالی و اجرا با دقتی چشم‌گیر انجام شده و کارگردانی است که باید نامش را به خاطر سپرد.
کمی بعد، فیلم زندگی دیگران در ایالات متحده اکران شد و تقریباً بدون استثنا با نقدهای مثبت، و اغلب بسیار ستایش‌آمیز، مواجه شد. این امر در ارزیابی‌های گردآورندگان نقد آمریکایی نیز بازتاب یافت. برای نمونه، راتن تومیتوز تقریباً تنها نقدهای موافق را ثبت کرده و فیلم را با برچسب «تازهٔ تأییدشده» طبقه‌بندی کرده‌ است. همچنین متاکریتیک میانگینی از ارزیابی‌های ارائه‌شده را منتشر کرده که آن را در ردهٔ «تحسین همگانی» جای می‌دهد. از جمله هواداران سرشناس فیلم می‌توان به جیمز براردینلی اشاره کرد که آن را بهترین فیلم سال نامید، و نیز راجر ایبرت که به این «فیلم قدرتمند ولی آرام» بالاترین امتیاز را داد.
روزنامهٔ نیویورک تایمز تنها به تحسین این فیلم «بسیار هوشمندانه و کاملاً صادقانه» پرداخت. این نشریه از رویکرد کلاسیک دونرسمارک، که میان شخصیت‌های خوب و بد تمایز قائل می‌شود، دیدگاه روشن او، کیفیت فنی اثر و بازی بازیگران تمجید کرد. شخصیت ویسلر در ابتدای فیلم را چون بوروکراتی استالینیستی از دل کتاب‌های مصور، با رگه‌ای از گشتاپو توصیف کرد. نشریهٔ تخصصی سینمایی ورایتی نوشت که با وجود نبود پیوندی بازاری با چهره‌ای چون هیتلر ــ چنان‌که در فیلم سقوط بود ــ این اثر از توجه فزایندهٔ مخاطبان خارجی به درام‌های مرتبط با تاریخ آلمان بهره‌مند شده‌ است. هرچند فیلم پرگفت‌وگو، کم‌تحرک و با بودجه‌ای کم ساخته شده، از همان آغاز با پرهیز از کلیشه‌های معمول تریلرهای سیاسی و بازی درخشان بازیگران، تماشاگر را جذب می‌کند. بازی توماس تیمه در نقش همپف یادآور گرت فروبه دانسته شد.
منتقد تیم ایوانز نیز این فیلم «هولناک» را، که با طنز سیاه آمیخته‌ است، نقطهٔ مقابل خداحافظ لنین ساختهٔ ولفگانگ بکر می‌داند. نقد او با این نتیجه‌گیری به پایان می‌رسد: «بی‌احساسی آلمان شرقی در دوران جنگ سرد به‌طرزی دلهره‌آور به تصویر کشیده شده، بااین‌حال کارگردان با اندکی طنز سیاه از شدت آن می‌کاهد.»

## درآمد گیشه
زندگی دیگران از نظر تجاری نیز موفق تلقی می‌شود. وهدکینگ (۲۰۰۷) گمان می‌کرد که گروه‌های هدف این فیلم شامل «طبقهٔ متوسط بورژوایی»، «محافظه‌کاران»، «اقشار تثبیت‌شده»، «تجربه‌گرایان» و «پساتجمل‌گرایان» بوده‌ است، و از آنجا که فیلم رسانه‌ای سمعی‌ـ‌بصری است، «لذت‌گرایان گفتمان‌های چندگانه» را نیز در بر می‌گیرد. زندگی دیگران در آلمان با ۱۵۹ نسخه در سینماها اکران شد که بعدها به ۲۰۱ نسخه افزایش یافت. در نهایت، این فیلم بیش از ۲٫۳ میلیون تماشاگر در آلمان داشت. در مقایسه، فیلم سونن‌آله (۱۹۹۹) بیش از ۲٫۶ میلیون و خداحافظ لنین! (۲۰۰۳) بیش از ۶٫۵ میلیون نفر را به سینماها کشاند. از مجموع ۷۷٫۴ میلیون دلار درآمد جهانی گیشه، ۱۹٫۱ میلیون دلار آن در آلمان به دست آمد.
| کشور                | جمعیت      | درآمد گیشه       | شمار تماشاگران | بیشینهٔ نسخه‌های پخش |
| ------------------- | ---------- | ---------------- | -------------- | ------------------ |
| آلمان               | ۸۲ میلیون  | ۱۹٬۱ میلیون دلار | ۲٬۳۷ میلیون    | ۲۰۱                |
| اتریش               | ۸ میلیون   | ۰٬۴ میلیون دلار  | ۰٬۰۵ میلیون    |                    |
| سوئیس               | ۷ میلیون   | ۱٬۳ میلیون دلار  | ۰٬۱۲ میلیون    |                    |
| فرانسه              | ۶۵ میلیون  | ۱۰٬۸ میلیون دلار | ۱٬۵۲ میلیون    | ۱۳۱                |
| اسپانیا             | ۴۵ میلیون  | ۶٬۸ میلیون دلار  | ۰٬۸۶ میلیون    |                    |
| بریتانیا            | ۶۱ میلیون  | ۵٬۵ میلیون دلار  | ۰٬۵۳ میلیون    | ۹۹                 |
| ایتالیا             | ۶۰ میلیون  | ۵٬۲ میلیون دلار  | ۰٬۷۶ میلیون    | ۱۱۲                |
| باقی اروپا          |            | ۹٬۶ میلیون دلار  |                |                    |
| اتحادیهٔ اروپا       |            |                  | ۷٬۲۱ میلیون    |                    |
| ایالات متحده آمریکا | ۳۰۰ میلیون | ۱۱٬۳ میلیون دلار | ۱٬۶۴ میلیون    | ۲۵۹                |
| باقی جهان           |            | ۷٬۳ میلیون دلار  |                |                    |

## جوایز

### در آلمان
- ۲۰۰۶
  - جایزهٔ فیلم آلمان در بخش‌های بهترین فیلم بلند داستانی – لولای طلایی، بهترین بازیگر مرد نقش اصلی (اولریش موهه)، بهترین بازیگر مرد نقش مکمل (اولریش توکور)، بهترین کارگردانی و بهترین فیلم‌نامه (هر دو برای دونرسمارک)، بهترین فیلم‌برداری/تصویرپردازی (هاگن بوگدانسکی) و بهترین طراحی صحنه (زیلکه بور).
  - جایزهٔ فیلم بایرن برای بهترین بازیگر نقش اصلی مرد (اولریش موهه)، بهترین فیلم‌نامه، بهترین کارگردانی تازه‌کار و بهترین تهیه‌کنندگان تازه‌کار (ماکس ویده‌مان و کویرین برگ)
  - جایزهٔ صلح سینمای آلمان – پل: بهترین فیلم
  - مرغ زرین: اولریش موهه در بخش «فیلم روز»
  - جایزهٔ انجمن سینماها زرین: بهترین فیلم آلمانی
  - جایزهٔ چهره‌های نو: بهترین فیلم نخست (دونرسمارک)
- ۲۰۰۷
  - جایزهٔ ژوپیتر: اولریش موهه به‌عنوان بهترین بازیگر مرد آلمانی
  - جایزهٔ منتقدان فیلم آلمان در بخش‌های بهترین بازیگر مرد (موهه)، بهترین فیلم‌برداری (بوگدانسکی)، بهترین تدوین (پاتریشیا رومل)، بهترین فیلم بلند نخست (دونرسمارک)

### در خارج از کشور
- ۲۰۰۷
  - اسکار در بخش بهترین فیلم خارجی‌زبان
  - گلدن گلوب: نامزد در بخش بهترین فیلم خارجی‌زبان
  - جوایز ایندیپندنت اسپیریت: بهترین فیلم خارجی‌زبان

- ۲۰۰۸
  - سزار: بهترین فیلم خارجی
  - جوایز بفتا:
    - بهترین فیلم غیرانگلیسی‌زبان
    - همچنین نامزد در بخش‌های بهترین فیلم، بهترین فیلم‌نامه، بهترین کارگردانی، بهترین بازیگر نقش اصلی مرد

  - سندیکای فرانسوی منتقدان سینما و تلویزیون: بهترین فیلم خارجی

### فهرست‌ها
در یک نظرسنجی از سوی بی‌بی‌سی در سال ۲۰۱۶ برای فهرست ۱۰۰ فیلم برتر قرن بیست‌و‌یکم، فیلم زندگی دیگران در جایگاه ۳۲ قرار گرفت. وبگاه They Shoot Pictures, Don’t They? نیز آن را از جمله آثار بسیار معتبر تاریخ سینما برمی‌شمارد.
در فهرست «۱۰۱ فیلم‌نامهٔ برتر قرن بیست‌و‌یکم» که از سوی انجمن نویسندگان آمریکا منتشر شد، فیلم‌نامهٔ زندگی دیگران در رتبهٔ ۵۲ قرار دارد.